# Al Parker
Al Parker (Andrew Robert Okun), fue un actor, productor y director de cine porno gay estadounidense, nacido el 25 de junio de 1952 (Natick, Massachusetts) y fallecido el 17 de agosto de 1992, (San Francisco, California) a causa de complicaciones derivadas del sida a la edad de 40 años.
En su adolescencia, consiguió que sus padres le prestaran su nueva furgoneta para asistir a lo que creían que era un concierto de música clásica. Ese concierto era el Festival de Woodstock. Mientras estuvo en Woodstock, tuvo sus primeras experiencias homosexuales, sobre todo en la parte trasera de la furgoneta. El sexo en una furgoneta, sería un tema recurrente en sus películas para adultos.
Tras graduarse en el instituto de Natick, se mudó a Los Ángeles, donde sería contratado por Hugh Hefner en la "Mansión Playboy" como mayordomo y encargado de la sala de proyección. Su descubridor fue Rip Colt (fundador de Colt Studios), quien cambió su nombre por el de Al Parker porque sonaba más "a nombre de hombre". Parker protagonizó varias cortos rodados en 8mm de Colt Studios.[cita requerida] También actuó en cortos producidos por Brentwood Studios.
Parker comenzó una relación sentimental y abierta con Steve Taylor. Ambos crearon la productora Surge Studios, dedicados a la producción de cine porno gay, siendo Parker productor, director y actor. Surge Studios comenzó a rodar películas de mayor presupuesto y no solo cortometrajes. Muchas de éstas fueron rodadas en casa de Al Parker, en Hermosa Beach (California). Surge Studios fue uno de los primeros estudios de cine porno en recomendar prácticas de sexo seguro cuando el sida apareció.[cita requerida]
Tras la muerte repentina de Taylor por complicaciones derivadas del sida, el interés de Parker en la productora se desvaneció. Parker se hizo las pruebas del VIH, dando positivo. A partir de ese momento, comenzó a hacer varias películas porno con otros actores VIH positivos, abogando por el "sexo seguro".
Roger Edmonson escribió la biografía de Al Parker bajo el título: Clone: The Life and Legacy of Al Parker Gay Superstar. Los restos mortales de Parker fueron incinerados y el funeral se celebró en su residencia privada.

## Videografía
- The Best Of Al Parker (2008)
- Overload (1992)
- The Best of Colt Films: Part 10 (1991)
- Better Than Ever (1989)
- Best of Brentwood 1 (1987)
- Turbo Charge (1987)
- The Best of Colt: Part 4 (1986)
- Oversize Load (1986)
- High Tech (1986)
- Daddies Plaything (1985)
- Century Mining (1985)
- Hard Disk Drive (1985)
- Outrage (1984):aka Christopher Rage's Outrage (US)
- Headtrips (1984)
- One in a Billion (1984)
- Rangers (1984)
- Strange Places, Strange Things (1984)
- Therapy (1983)
- Weekend Lockup (1983)
- Dangerous (1983)
- A Few Good Men (1983)
- Games (1983)
- The Other Side of Aspen (1983)
- Turned On (1982)
- Flashbacks:aka Al Parker's Flashback (1981)
- Wanted (1980)
- Inches (1979)
- Best of Buckshot (Compilations) Chute, Timberwolves
- Heavy Equipment (1977) (This movie was shot in 3-D)